# Pecetto di Valenza
Pecetto di Valenza – miejscowość i gmina we Włoszech, w regionie Piemont, w prowincji Alessandria.
Według danych na styczeń 2010 gminę zamieszkiwało 1281 osób przy gęstości zaludnienia 111,9 os./1 km².